# Českopis
Českopis byl název českého časopisu o zajímavých místech České republiky. Jednalo se o barevný měsíčník, vydávaný od března 2006 do května 2009. První rok vycházel časopis jako dvojměsíčník.

## Základní data
Vydavatelem časopisu byla společnost – vydavatelství Nexus Publishing s.r.o z Prahy 4, redakce byla později přestěhována na Prahu 9. Zaregistrován byl Ministerstvem kultury ČR dne 6. března 2006, dostal přidělený kód ISSN 1801-7258. Tisk zajišťovala tiskárna Triangl Praha. Celostátní distribuci zajišťovaly firmy Mediaprint Kapa Pressegrosso s.r.o a ALL Prodiction s.r.o.

## Obsahová náplň
Každé z čísel měsíčníku mělo 84 stran a okolo padesátky článků. Převažovaly zde místopisné články, tipy na výlety, zajímavosti spojené s vlastivědou, přírodovědou, historií, významnými osobnostmi či unikáty a kuriozitami ČR. Nechyběly popisy místních akcí a zvyků, regionální gastronomie nebo tip na výlet do zahraničí v rámci EU. V každém čísle byl i rozhovor se známou českou osobností. 
Všechna vydání byla koncepčně sestavena tak, aby přinášela zajímavosti vždy z celé České republiky a upozorňovala na dosud méně známá turistická místa, polozapomenuté příběhy či zajímavé akce. Významným benefitem časopisu bylo přebírání a otiskování oblíbených rozhlasových pořadů (např. Po Česku Václava Žmolíka, Divnopis aneb Proč se to tak jmenuje?), cestovatelských projektů (např. Tisícovky.cz, Klub železničních cestovatelů) anebo známého televizního seriálu Šumná města Davida Vávry a Radovana Lipuse. 
Bývala zde i reklama a soutěže pro čtenáře s hodnotnými cenami. Každý článek byl doprovázen barevnými fotografiemi a údajem souřadnic GPS. Stránky byly číslované, v úvodu byl obsah, tiráž byla na 3. straně. Obsah byl motivací čtenářům k turistickým aktivitám a poznávání vlasti.

## Obsazení redakce
Časopis založila a od počátku jako šéfredaktorka působila Irena Pekovová (2006-2008). Pak byla v čele listu byla mediálně známá supervizorka Kateřina Hamrová a šéfredaktorem Karel Křtěn. 

## Klub Českopis
Časopis inicioval ustavení klubu svých příznivců a propagoval jeho činnost. Členové klubu doplňovali obsah články a fotografiemi, odměnou nejaktivnějším bylo celoroční předplatné časopisu. 